# Diffuses Mittelliniengliom

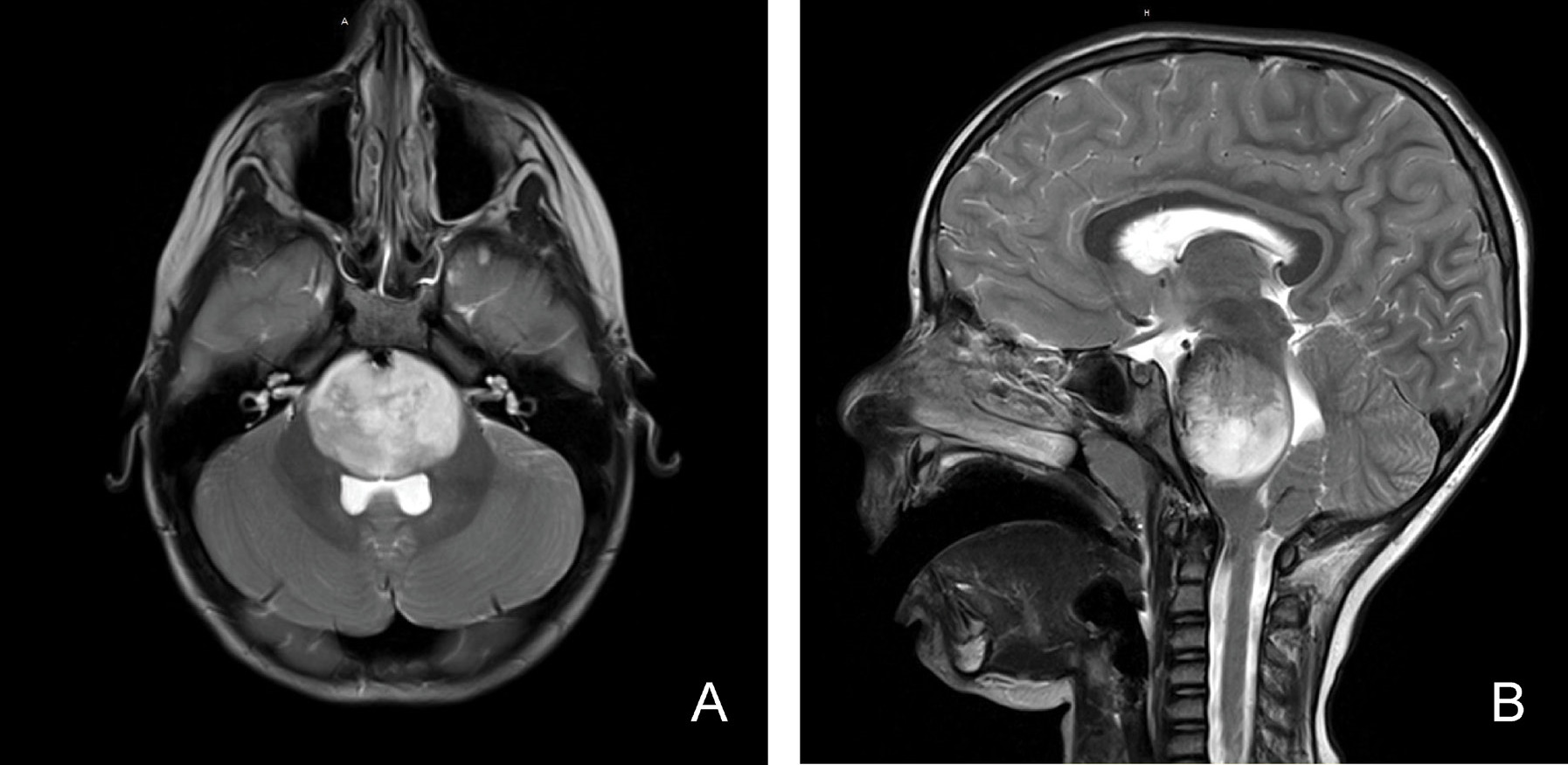
MRT-Schnittbild eines diffusen Mittellinienglioms in einer Ansicht von unten (A) und der Seite (B). Der Tumor ist die ovale, aufgehellte, unregelmäßige Struktur in der Bildmitte.

Das diffuse Mittelliniengliom, H3 K27-alteriert (DMG) ist ein bösartiger Hirntumor, der insbesondere im Kindesalter auftritt und im Hirnstamm, Thalamus und Rückenmark lokalisiert sein kann. Bei Auftreten im Pons wird es auch als diffuses intrinsisches Ponsgliom (DIPG) bezeichnet.
Aufgrund der schlechten Prognose wird die Krankheit als WHO-Grad 4 klassifiziert. Die Behandlung erfolgt mittels Bestrahlung und Studientherapien. Die mittlere Überlebensdauer ab Diagnosestellung liegt bei 9 bis 15 Monaten.

## Verbreitung
Bei Kindern sind 80 % der Hirnstammgliome und 10 % aller ZNS-Tumoren diffuse Mittelliniengliome. Sie treten selten auf, in den USA gibt es etwa 300 Fälle pro Jahr. Überwiegend sind Kinder betroffen, das Durchschnittsalter bei Diagnose liegt bei etwa sieben Jahren. Bei Erwachsenen sind DMGs sehr selten und Varianten ohne H3K27M-Mutation vergleichsweise häufiger.
Das Geschlecht hat keinen Einfluss auf das Erkrankungsrisiko.

## Ursache
Die meisten Mittelliniengliome treten sporadisch auf, also ohne familiäre Häufung. Spezifische Risikofaktoren sind nicht bekannt. In seltenen Fällen können sie im Rahmen erblicher Syndrome wie dem Li-Fraumeni-Syndrom auftreten.

## Klinische Erscheinungen
Der Tumor wächst schnell und wird in der Regel innerhalb von drei bis sechs Monaten symptomatisch. Da der Tumor raumfordernd wächst, kommt es zu einem Hydrocephalus, der sich mit allgemeinen Hirndrucksymptomen wie Kopfschmerzen, Schwindel und Erbrechen äußert.
Spezifische Symptome hängen von der Lokalisation des Tumors ab. Klassisch sind Störungen des Kleinhirns (z. B. Ataxie), der langen Rückenmarksbahnen (z. B. Pyramidenbahnzeichen) und Hirnnervenausfällen (vor allem N. abducens und N. facialis). Bei den selteneren Lokalisationen im Thalamus kommt es zu halb- oder beidseitigen Paresen oder begrenzten motorischen Ausfällen. Spinale DMGs werden ebenfalls durch Bewegungsstörungen auffällig.

## Untersuchungsmethoden

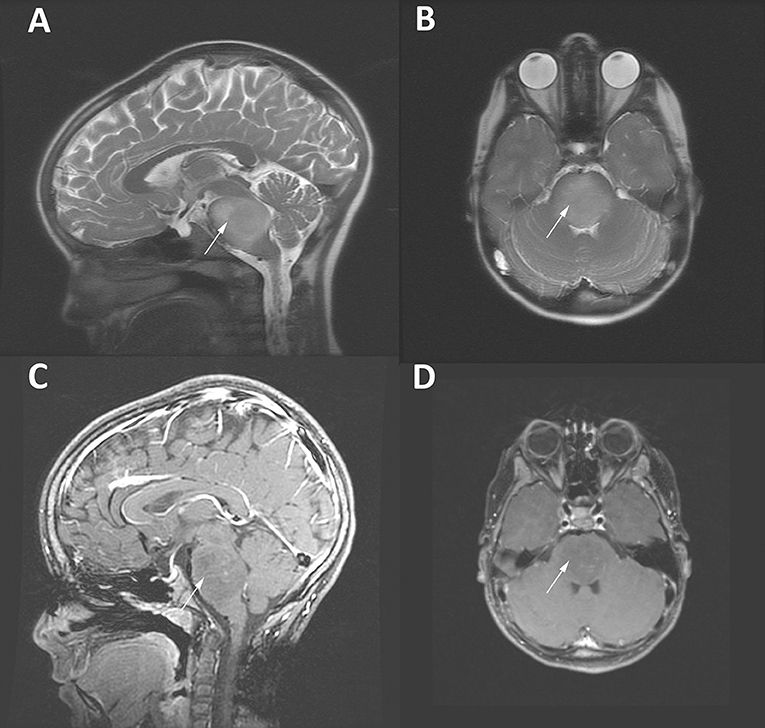
Magnetresonanztomographie eines diffusen intrinsischen Ponsglioms bei einem achtjährigen Mädchen. A und B sind Nativaufnahmen, C und D mit Gadolinium-Kontrastmittel. Der Tumor ist jeweils durch den Pfeil markiert.

Der Tumor kann mittels Schnittbildgebung, vor allem der Magnetresonanztomographie, dargestellt werden. Der Tumor zeigt keine oder nur eine geringe Aufnahme von Gadolinium-Kontrastmittel.
Zur Diagnosesicherung kann eine Biopsie im Rahmen eines stereotaktischen Eingriffs entnommen und anschließend analysiert werden.

## Krankheitsentstehung und Varianten
Diffuse Mittelliniengliome entwickeln sich aus Gliazellen. Diese bilden unter anderem das Stützgewebe des zentralen Nervensystems und zeichnen sich durch lange Zellfortsätze und verzweigtes Wachstum aus.
Alle DMGs teilen Veränderungen an Histon H3. Histon H3 unterliegt verschiedenen posttranslationalen Modifikationen, die sich wiederum auf seinen Einfluss auf die Transkription und die Struktur des Chromatins auswirken (Histonmodifikation). Insbesondere die Form, bei der Lysin (K) an Stelle 27 (K27) dreifach methyliert vorliegt, hemmt die Expression verschiedener Gene (Gen-Silencing). Die Methylierung erfolgt durch den Polycomb repressive complex 2 (PRC2), die abschließend produzierte Form wird als H3K27me3 bezeichnet.
Alle Formen des diffusen Mittellinienglioms haben einen Verlust von H3K27me3. In 80 % der Fälle handelt es sich um eine Gain-of-Function-Mutation, bei denen Lysin (K) durch Methionin (M) ausgetauscht wird, diese Mutation wird als H3K27M bezeichnet. Der genaue Krankheitsmechanismus von H3K27M-Mutationen ist nicht geklärt: Mögliche Faktoren sind eine höhere Bindungsaffinität zu EZH2, einem Enzym des PRC2; die Hemmung der Herstellung von S-Adenosylmethionin, einem Methylspender und der Verhinderung der Bindung von PRC2 an Chromatin. Den Ansätzen gemein ist eine Hemmung der H3K27-Methylierung, sodass es bereits bei geringen Anteilen von H3K27M-Mutationen zu einem weitgehenden Verlust von H3K27me3 kommt.

### Formen
Die aktuelle WHO-Klassifikation der Tumoren des zentralen Nervensystems unterscheidet vier Typen:
Diffuses Mittelliniengliom, H3.1 oder H3.2 K27-mutiert
Mutationen des Gens HIST1H3B werden als H3.1 bezeichnet, sie machen ca. 15 % der diffusen Mittelliniengliome aus. Sie sind fast ausschließlich in Pons und Thalamus lokalisiert. 80 % der H3.1-Formen weisen zusätzlich eine ACVR1-Mutation auf. Diese Form tritt vor allem bei jüngeren Kindern auf, das durchschnittliche Erkrankungsalter liegt bei fünf Jahren.
Die seltene H3.2-Variante wird durch eine Mutation des Gens HIST2H3C verursacht.
Diffuses Mittelliniengliom, H3.3 K27-mutiert
Mit 65 % der Fälle ist dies die häufigste Form des diffusen Mittellinienglioms, ursächlich ist eine Mutation des Gens H3F3A. Sie können in allen Mittellinienstrukturen auftreten und sind besonders häufig mit TP-53-Mutationen assoziiert.
Die Prognose ist schlechter als bei H3.1 oder H3.2 K27-mutierten DMGs.
Diffuses Mittelliniengliom, H3-Wildtyp mit EZHIP-Überexpression
Bei diesem Untertyp liegt ein H3-Wildtyp vor, das Gen ist also nicht mutiert. EZH ist ein Enzym des PRC2, der die H3K27-Trimethylierung durchführt. EZH wird durch das EZH inhibitory protein (EZHIP) gehemmt. Bei Überexpression von EZHIP wird H3K27 seltener methyliert, mit vergleichbaren Folgen wie bei einer H3K27-Mutation.
Dies ist der seltenste Untertyp, die Prognose ist etwas besser als bei anderen Formen.
Diffuses Mittelliniengliom, EGFR-mutiert
Diese Form definiert sich über Mutationen des Epidermal-Growth-Factor-Receptor-Gens und tritt bevorzugt im Thalamus auf. Der H3K27me3-Verlust wird vermutlich durch eine H3K27-Mutation oder eine EZHIP-Überexpression verursacht.

### Assoziierte Mutationen
TP53
p53 ist ein wichtiger Regulator der Zellproliferation und der Apoptose. Mutationen des verantwortlichen Gens TP53 kommen in fast der Hälfte der diffusen Mittelliniengliome vor, in erster Linie in solchen mit H3.3- oder EGFR-Mutation.
ACVR1
Der Aktivin-A-Rezeptor-Typ-1 (ACVR1) ist Teil der Zytokinfamilie TGF-β. ACVR aktiviert den BMP-Signalweg, wodurch vermehrt Gliazellen gebildet werden. Sie tritt vor allem bei DMGs mit H3.1-Mutation oder EZHIP-Überexpression auf.
ACVR1-Mutationen sind mit geringerem Alter und längerem Überleben assoziiert.
Sonstige
Assoziierte Mutationen treten auch bei den Genen für den Platelet-Derived-Growth-Factor-Rezeptor-A, Fibroblasten-Wachstumsfaktor-Rezeptor-1, Phosphoinositid-3-Kinasen und weiteren auf.

## Pathologie

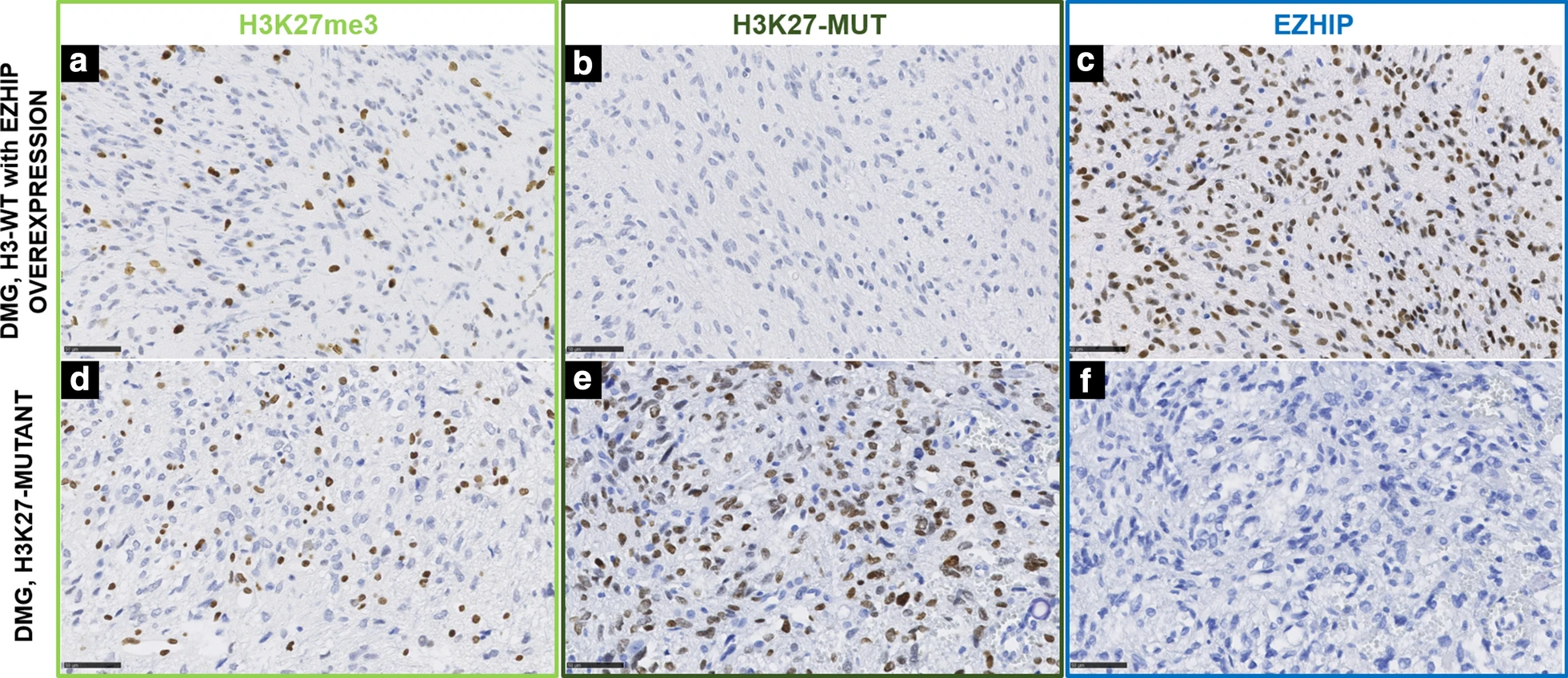
Vergleich diffuser Mittelliniengliomen mit EZHIP-Überexpression (oben) und H3K27M-Mutation (unten). Über immunhistochemische Verfahren wurden jeweils H3K27me3 (links), H3K27M (Mitte) und EZHIP (rechts) braun angefärbt.

Aufgrund der schlechten Prognose werden alle diffusen Mittelliniengliome von der WHO-Klassifikation der Tumoren des zentralen Nervensystems als Grad 4 eingestuft.

### Histologie
In der Lichtmikroskopie zeigen sich diffus in das umliegende Gewebe infiltrierende Tumorzellen. Es finden sich viele Mitosen und teilweise auch mikrovaskuläre Proliferation und Nekrosen.

### Immunhistochemie
Durch immunhistochemische Verfahren können spezifische Proteine sichtbar gemacht werden.
Wie andere Gliome exprimieren DMGs üblicherweise OLIG2-, MAP2- und S100-Proteine, manchmal auch GFAP. Beim EGFR-mutierten Typ ist eine GFAP-Expression meist vorhanden, die von OLIG2 kann jedoch fehlen. Alle DMGs zeigen eine verringerte Anfärbung von H3K27me3. Durch die Anfärbung von H3K27M und EZHIP ist es möglich, zwischen Subtypen zu differenzieren.

## Behandlung

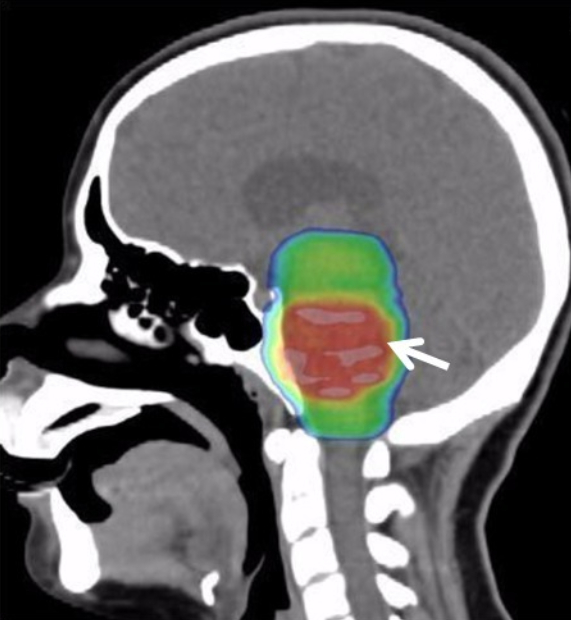
Bestrahlungsplanung bei einem Patienten mit DIPG. Rot entspricht höheren, grün und blau niedrigeren Strahlendosen.

Die derzeitige Standardtherapie ist eine Bestrahlung. Bisher ist keine wirksame Chemotherapie etabliert. Durch die typische Lokalisation in den Mittellinienstrukturen und das infiltrierende Wachstum sind DMGs weitestgehend inoperabel.
Neuere Studien lassen eine Wirksamkeit von Histon-Deacetylase (HDAC) Inhibitoren möglich erscheinen. Eine weitere Charakterisierung des Tumors und dessen Therapie sind noch Gegenstand der Forschung, der sich internationale Institutionen und Stiftungen, wie z. B. das Dana-Farber Cancer Institute in Boston oder die Georg-August-Universität Göttingen widmen.

## Prognose
Diffuse Mittelliniengliome wachsen hochaggressiv und können nicht geheilt werden. Nach der Diagnose beträgt die mittlere Überlebenszeit 9 bis 15 Monate. Die Überlebensrate liegt nach zwei Jahren bei unter zehn Prozent, nach drei Jahren bei etwa drei Prozent.